# Łotewska Akademia Nauk
Łotewska Akademia Nauk (łot. Latvijas Zinātņu akadēmija) – instytucja naukowa skupiająca ponad 300 naukowców z Łotwy i innych krajów prowadząca badania w zakresie nauk przyrodniczych, inżynierii, nauk społecznych i humanistycznych. Została założona w 1946 roku. Siedzibą Akademii jest znany w Rydze wieżowiec Akademii Nauk Łotwy.

## Historia
Próby założenia akademii nauk na Łotwie sięgają początków XIX wieku, ale Łotewska Akademia Nauk powstała dopiero od 14 lutego 1946 roku. Początkowo składała się zarówno z indywidualnych członków jak i instytucji badawczych. Od 14 lutego 1992 roku Łotewska Akademia Nauk (Academia Scientiarum Latviensis) funkcjonuje jako stowarzyszenie naukowców zgodnie z nowo opracowanym statutem. Akademia reprezentuje Łotwę w Międzynarodowej Radzie Nauki (ICSU), w All European Academies (ALLEA), w World Federation of Scientists (WFS), w Międzynarodowej Unii Akademickiej (UAI).

## Członkowie
Zgodnie ze statutem Akademia składa się ze 100 pełnoprawnych członków, którzy nie skończyli 70 lat. Zazwyczaj połowa członków LAS to profesorowie uniwersyteccy z Łotwy. Od 1990 roku najwybitniejsi przedstawiciele kultury i nauki na Łotwie są wybierani honorowymi członkami Akademii. Wśród zagranicznych członków znajdują się wybitni naukowcy i twórcy z 22 krajów (2005).

## Nagrody Łotewskiej Akademii Nauk
Najwyższym wyróżnieniem przyznawanym przez Akademię za wybitne osiągnięcia twórcze jest Wielki Medal. Odznaczenie jest odlewane z brązu, na awersie jest herb Akademii z napisem Academia Scientiarum Latviensis, a na rewersie są grawerowane dane i data przyznania medalu. Od 2013 roku w ramach współpracy z Fundacją Borisa i Ināry Teterevu każdy zwycięzca Wielkiego Medalu Łotewskiej Akademii Nauk otrzymuje nagrodę pieniężną w wysokości 10 000 euro.
- Wielki medal Łotewskiej Akademii Nauk[4]
- Nagroda młodych naukowców[5]
- Nagroda w dziedzinie inżynierii i mechaniki  F. Candera[5]
- Nagroda Ludwiga i M. Janson[5]
- Roczna nagroda  "Grindex"[5]
- Nagroda naukowców  "Aldaris"